# 센트럴코스트 스타디움

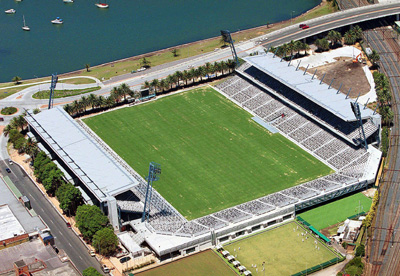

센트럴코스트 스타디움(Central Coast Stadium) 은 오스트레일리아 고스퍼드에 위치한 경기장이다.
A리그 센트럴코스트 매리너스 FC의 홈구장이다.